# 四日市陣屋
四日市陣屋（よっかいちじんや）は、江戸幕府が天領である四日市を管理するために設置した代官所（陣屋）。伊勢国三重郡四日市竪町（現在の三重県四日市市北町）に置かれた。

## 概要
慶長8年（1603年）、四日市代官の水谷九左衛門光勝が造営し、江戸時代を通して、司法・行政の中心であった。四方には掘と土塁が廻らされていた。享保9年（1724年）に郡山藩（郡山柳沢家）領となったが、享和元年（1801年）に再び幕府領となり、近江国甲賀郡の信楽代官である多羅尾氏支配となった。
明治維新後は度会県の支所が置かれ、明治5年（1872年）から翌年まで三重県庁が置かれた。明治9年（1876年）に勃発した伊勢暴動によって焼打ちされ焼失する。
現在、跡地は四日市市立中部西小学校になっており、校門横に石碑と説明板があるのみで、遺構はない。